# مقاطعة أولينسو
مقاطعة أولينسو ((بالبولندية: powiat oleski)‏) هي وحدة الإدارة الإقليمية والحكومة المحلية (بوفيات) في محافظة أوبولي، جنوب غرب بولندا. تأسست في 1 يناير 1999، كنتيجة لإصلاحات الحكومة المحلية البولندية التي تم إقرارها في عام 1998. مركزها الإداري وأكبر بلدة هي أولينسو، والتي تقع على بعد 42 كم (26 ميل) شمال شرق العاصمة الإقليمية أوبولي. تحتوي المقاطعة على ثلاث مدن أخرى: برازسكا (Praszka)، 20 كم (12 ميل) شمال أولينسو، دوبرديزيدن (Dobrodzień)، 17 كم (11 ميل) جنوب أولينس، و غورزو شلاسكي (Gorzów Śląski)، 18 كم (11 ميل) شمال أولينسو.
تغطي المقاطعة مساحة 973.62 كيلومتر مربع (375.9 ميل مربع). واعتبارًا من عام 2006، بلغ مجموع سكانها 68,269 نسمة، يبلغ عدد سكان أولينسو 10,106 نسمة، بينما يبلغ عدد سكان برازسكا 8,230، بينما يبلغ عدد سكان دوبرديزيدن 4,168، بينما يبلغ عدد سكان غورزو شلاسكي 2,606، وسكان الريف 43,159.